# Kloster Blankenburg

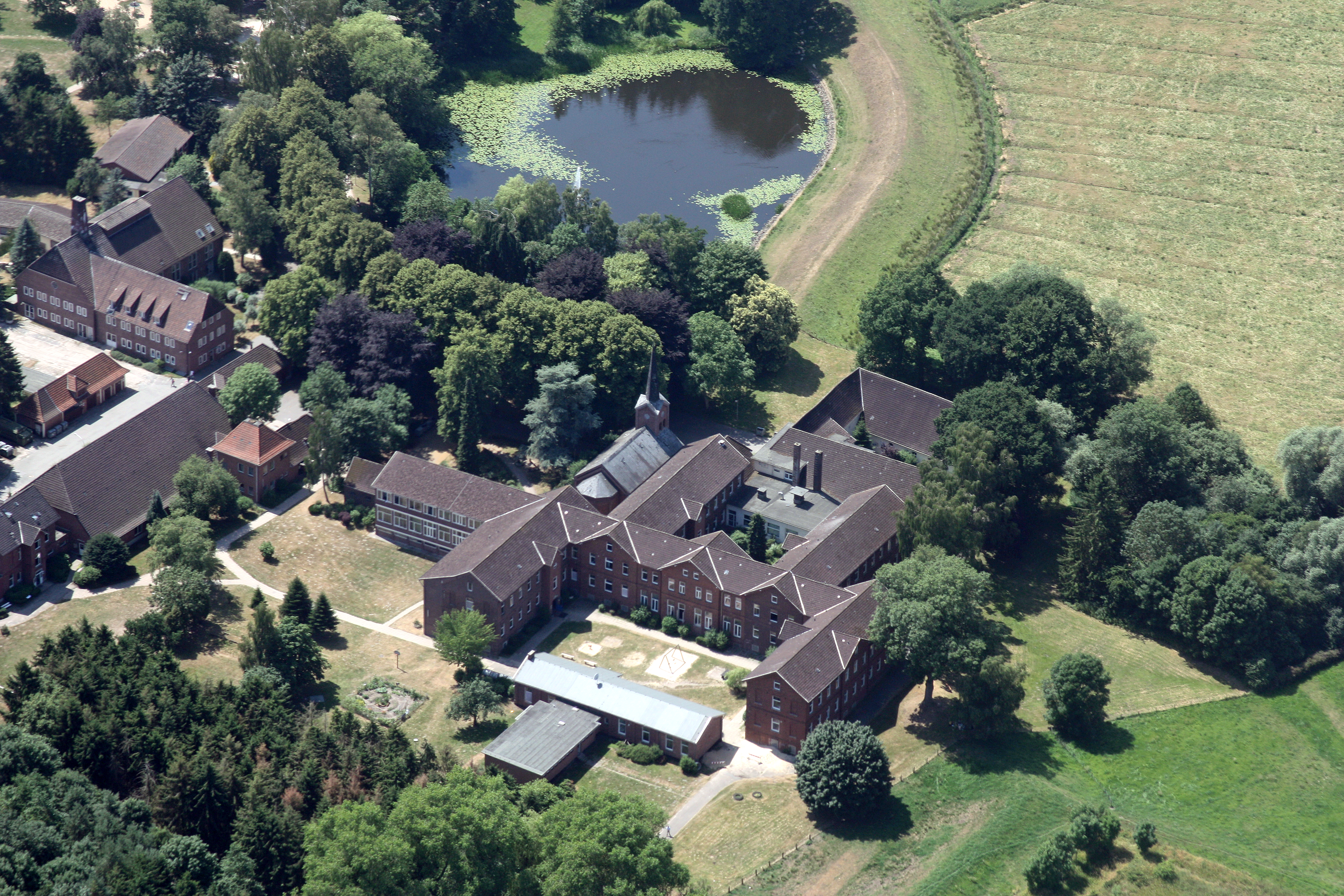
Anlage des ehemaligen Klosters Blankenburg (Luftbild 2010)

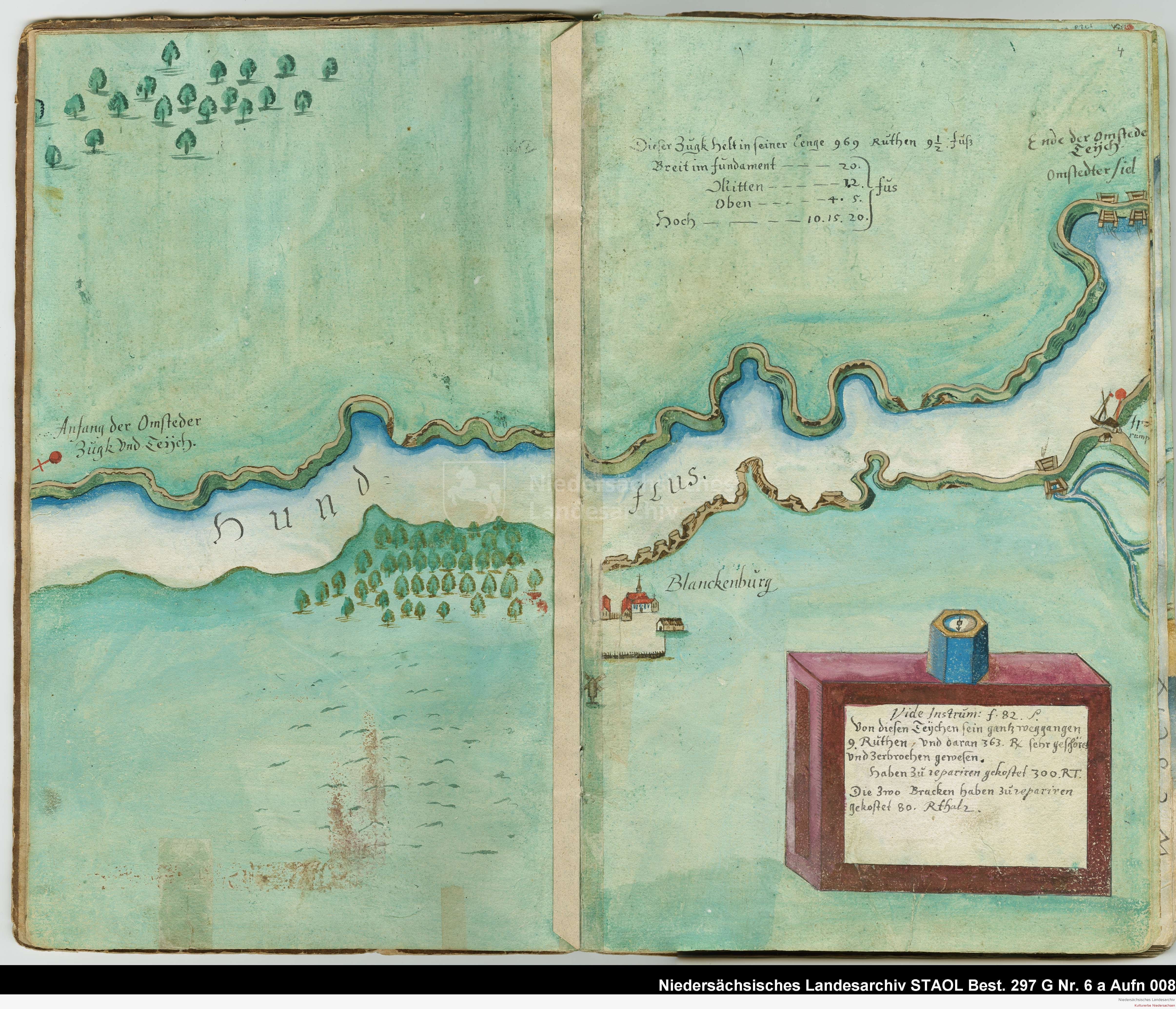
„Blanckenburg“ im Deichatlas von Johann Conrad Musculus, 1625

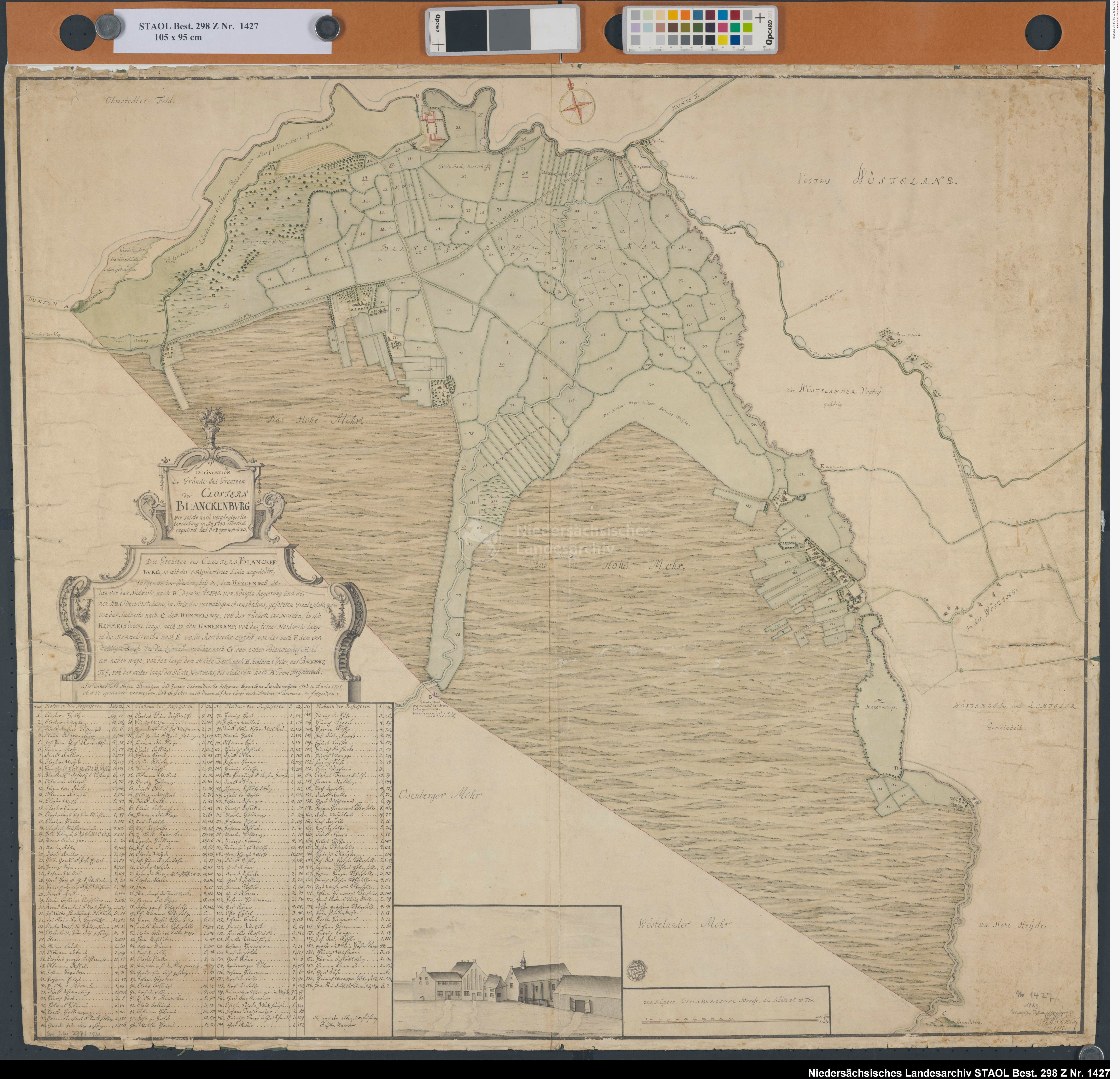
Zeichnung des „Closters Blanckenburg“ mit Heidenwall, 1743

Das Kloster Blankenburg ist ein ehemaliges Dominikanerinnen-Kloster nahe der Hunte am östlichen Stadtrand von Oldenburg. Das Kloster wurde Ende des 13. Jahrhunderts gegründet, 1577 im Zuge der Reformation säkularisiert und erfuhr danach eine wechselvolle Nutzungsgeschichte. Das Haupthaus von 1294, das Brauhaus (1623) und die zweite Kirche, gebaut 1868, stehen unter Denkmalschutz.
Kloster Blankenburg bildet gemeinsam mit dem Stadtteil Neuenwege den Oldenburgischen Stadtbezirk 8 („Neuenwege, Kloster Blankenburg“).

## Geschichte

### Geschichte des Klosters
Fünf östlich der Unterweser ansässige stiftsbremische Adlige und Ministerialen kauften im Jahr 1294 Land von Graf Johann II. von Oldenburg, um dort ein Dominikanerinnenkloster für Nonnen des Augustiner- und Predigerordens zu gründen. Zuvor hatten sie erfolglos versucht, den Grafen um Überlassung seiner Besitzrechte am Dorf Lehe an der Einmündung der Geeste in die Weser zu bewegen. Treibende Kraft der Klostergründung waren wahrscheinlich die in Bremen ansässigen Dominikaner. Der Flurname „Scapen“ (=Röricht, Schilf) deutet darauf hin, dass es sich um sumpfiges Gelände gehandelt hat, für das mit 200 Mark Bremer Silber ein überhöhter Kaufpreis gezahlt wurde.
Giselbert von Brunkhorst, Erzbischof von Bremen, nahm das Kloster unter seinen Schutz. Der Name Blankenburg (auch „Blankenborch“) wird in der damaligen Weiheurkunde erstmals erwähnt. Er geht vermutlich auf eine Nonne namens Blanca aus dem Umfeld des heiligen Dominikus zurück. Der Zusatz „Burg“ bezieht sich auf die Wurt, auf der die Klostergebäude errichtet wurden. Frühere regionale Erzählungen schildern dagegen, dass ein Adliger aus dem Hannöverschen zur Buße das Kloster Blankenburg bauen und ausstatten musste.
Eine unbekannte Zahl an Ordensschwestern zog noch im Gründungsjahr in das wahrscheinlich noch sehr provisorische Kloster. Dieses bekam 1297 vom Erzbischof sämtliche bis dahin verliehenen Indulgentien bestätigt. 1299 war es so weit etabliert, dass der Bremer Erzbischof Kloster und Umland aus dem Pfarrbezirk St. Lamberti in Oldenburg herauslöste und die Klosterkirche zur Pfarrkirche erhob. Er begründete diesen Schritt auch mit dem schlechten Zustand der Wege im Winter. In der Folgezeit diente das Kloster als Versorgungsinstitut für Töchter gutsituierter Oldenburger und in mindestens einem Fall auch für die illegitime Nachkommenschaft des Grafenhauses.
1499 verwüstete ein Landsknechtsregiment, die „Schwarze Garde“, das Kloster. 1509 wurde es daraufhin neu ausgestattet. Zum letzten Mal wurde 1557 mit Alheidis eine Priorin des Klosters  erwähnt. Im Zuge der Reformation wurde die Liegenschaft 1577 säkularisiert.

### Nach der Säkularisation (17. – 20. Jahrhundert)
Das ehemalige Kloster wurde im Jahr 1623 vom Oldenburger Grafen zum „Malz- und Brauwerk“ umgebaut. Im Jahr 1632 übertrug Graf Anton Günther das Gut, das zeitweise als Lager für Pestkranke gedient hatte, an die Stiftung Kloster Blankenburg, damit dort ein Armen- und Waisenhaus eingerichtet würde. Von 1786 bis in das Jahr 1935 war das ehemalige Kloster eine „Bewahr- und Pflegeanstalt“, im damaligen Sprachgebrauch auch als „Irrenbewahranstalt“ und „Siechenhaus“ bezeichnet.
Während der Zeit des Nationalsozialismus wurde die Anstalt geschlossen und die Patienten nach Wehnen verlegt, wo es ebenfalls eine „Irrenheilanstalt“ gab. Das Anwesen wurde durch die SA als „Hilfsdienstlager des SA-Arbeitsdienstes“ für jugendliche Arbeitslose genutzt. 1937 wurde das staatliche Oldenburger Gertrudenheim in das Kloster Blankenburg verlegt. Am 19. September 1941 wurde das Heim im Rahmen des NS-„Euthanasie“-Programms „Aktion T4“ geräumt und seine 253 Bewohner, neben psychiatrischen Patienten auch verhaltensauffällige Kinder, überwiegend in die „Heil- und Pflegeanstalt Kloster Kutzenberg“ im Landkreis Lichtenfels gebracht. Die meisten von diesen Patienten starben, darunter rund 80 Kinder. Offiziell als „Sonderkrankenhaus“ und Ausweichkrankenhaus für Patienten aus bombengeschädigten Krankenhäusern und Heimen ausgewiesen, soll Blankenburg 1943 als Zwischenanstalt im Rahmen der „Aktion Brandt“ gedient haben. Dem Historiker Ingo Harms zufolge fanden in Blankenburg gezielte Tötungen geistig behinderter Kinder durch Hunger und Vernachlässigung sowie „Euthanasie“-Verbrechen und Zwangssterilisation statt.
Nach dem Zweiten Weltkrieg wurden die früheren Klostergebäude zunächst als Tuberkulose-Krankenhaus genutzt. In der Anlage wurde von 1949 bis 1987 ein städtisches Altenheim, und ab 1957 überwiegend die langzeitpsychiatrische „Klinik Blankenburg“ als Männerabteilung des damaligen Zentralkrankenhauses Bremen-Ost für ca. 300 geistig behinderte, chronisch psychisch kranke und süchtige Patienten betrieben.
Nach der Psychiatrie-Enquête 1975 schloss die Stadt Bremen eine Vereinbarung mit drei Einrichtungen der Behindertenhilfe zur Einrichtung ambulanter Hilfsangebote sowie kleiner Wohneinheiten und löste die Psychiatrie ab 1980/1981 schrittweise auf. Dies gilt als bundesweit einzigartiges Modellprojekt mit dem „bis dahin konsequentesten Ansatz des Desinstitutionalisierens“.
1988 wurde die Psychiatrie geschlossen und das Anwesen 1989 von der Stiftung Kloster Blankenburg verkauft.
Ab 1989 war das ehemalige Kloster Sitz der Zentralen Anlaufstelle für Zuwanderer nichtdeutscher Nationalität. Ab 1990 bis Ende Juni 2011 wurde die Klostergebäude als Asylbewerberheim genutzt und war Sitz der Zentralen Aufnahme- und Ausländerbehörde in Blankenburg. Im Februar 2010 waren dort unter zum Teil hygienisch untragbaren Zuständen 570 Flüchtlinge untergebracht. Mit Ablauf des Mietvertrags wurde die Flüchtlingsunterkunft 2011 geschlossen.

### Heutige Nutzung
Eigentümer des Geländes waren von 2006 bis 2013 die TAG Immobilien Hamburg.
Auf dem Freigelände der ehemaligen Klosteranlage befinden sich seit 2008 „interkulturelle Gärten“.
Am 19. Juni 2014 führte das Oldenburgische Staatstheater in seinem Probenzentrum erstmals das „musikalisch-dokumentarische Theaterprojekt Blankenburg“ auf. Das Stück beschäftigt sich mit den beispielhaften Schicksalen einiger ehemaliger Bewohner, die dafür eigens interviewt wurde. Die Aufführung war ursprünglich im Kloster selbst geplant, wurde aber von den Eigentümern nicht gestattet.
Seit November 2015, als wieder vermehrt Flüchtlinge nach Deutschland kamen, dient das Kloster dem Land Niedersachsen als Erstaufnahmeeinrichtung für bis zu 600 Flüchtlinge. Ein Teil des ehemaligen Klosters wird als Außenstelle des Bundesamts für Migration und Flüchtlinge (BAMF) genutzt. Update 2024: Die Einrichtung wird immer noch als Flüchtlingseinrichtung genutzt, inzwischen ist die ehemalige Außenstelle von Bramsche zum Standort erhoben worden. Als Mieter fungieren noch immer die Landesaufnahmebehörde (LAB) Niedersachsen und das Bundesamt für Migration und Flüchtlinge (BAMF). Eine Renovierung der Funktions- und Wohnbereiche wird in Zusammenarbeit mit dem Eigentümner und dem Denkmalschutz vorangetrieben, ein Neubau für ca. 180 Plätze ist in Planung. Ein medizinisches Versorgungszentrum (24/7), eine Kinderbetreuungseinrichtung und ein Sozialdienst sind ebenfalls auf dem Gelände zur Versorgung untergebracht.

## Bau- und Kunstdenkmäler

### Klosterkirche

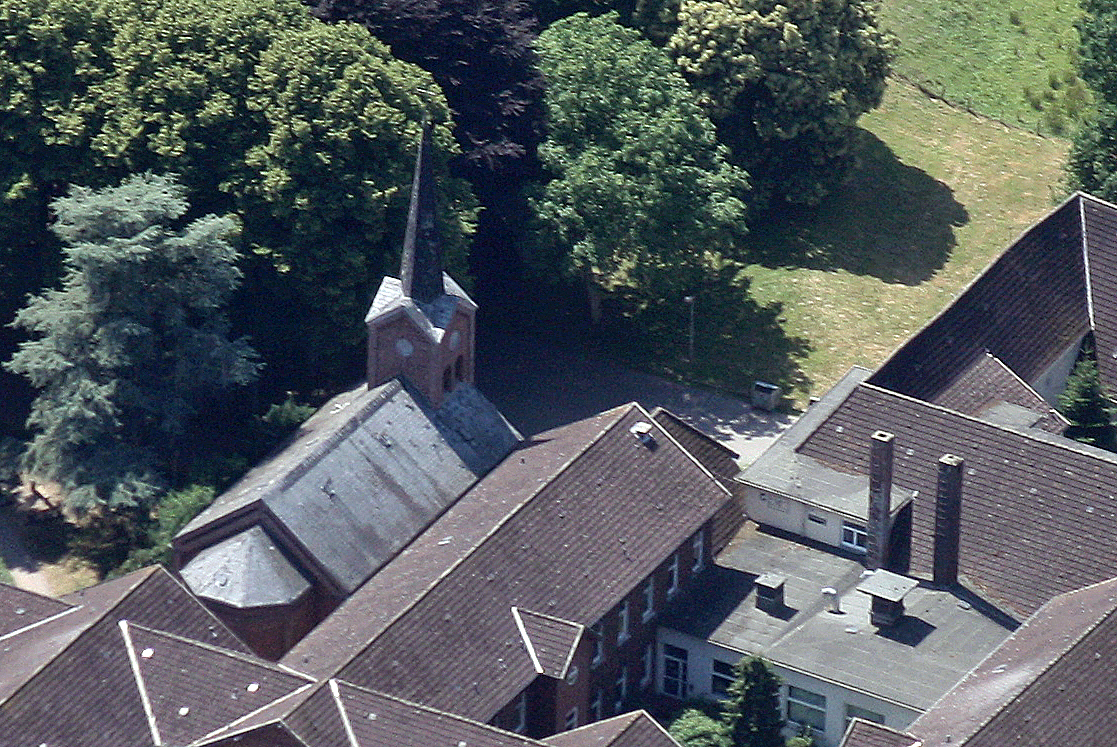
Luftbild der Klosterkirche und einem Teil der Gesamtanlage (2010)

#### Geschichte
Der Chor der ersten Klosterkirche wurde 1335 vom Erzbischof von Bremen geweiht. Bei ihrer Fertigstellung war diese 30,8 Meter lang und neun Meter breit. Nach der Profanierung des Klosters 1577 blieb die Kirche in Nutzung. 1864 wurde sie wegen Baufälligkeit abgerissen.
Die heute auf dem Gelände stehende Kirche wurde nach Plänen des Architekten Heinrich Früstück (sen.) in Backstein gebaut und am 6. September 1868 geweiht. Sie ist 22,5 × 10,2 Meter groß; anstelle eines Dachreiters erhielt sie einen Turm. Während der Nutzung des Geländes als NS-Lager wurde die Kirche als Gefängnis genutzt. Sie steht heute unter Denkmalschutz.

#### Altar, Ausrüstungsgegenstände, Glocke
In der Kirche wurde 1520/1530 ein Flügelaltar errichtet, dessen erhaltene Teile heute im Stadtmuseum Oldenburg ausgestellt werden. Es fehlt die Predella. Die Mitteltafel hat eine Breite von 1,66 m und eine Höhe von 1,38 m, die beiden Flügel messen je 0,80 × 1,38 m. Das Schnitzwerk stammt aus der Werkstatt der Meister von Osnabrück und besteht aus acht Bildern. Die bestehenden Teile sind in Eiche gearbeitet. Um 1900 überstrich der Theatermaler Mohrmann den Altar teilweise. 1988 wurde er aus der Kirche entfernt und im Jahr 1994 restauriert. Dabei wurde auch die ursprüngliche Farbgebung weitgehend wiederhergestellt. 
Des Weiteren ist eine Abendmahlskanne erhalten, die auf 1693 datiert. Das barocke Kirchengefäß befindet sich seit 1938 im Bestand des Landesmuseums Oldenburg. Ebenfalls erhalten blieb ein silbervergoldeter, mittelalterlicher Altarkelch.
Die Glocke der zweiten Kirche wurde von Glockenmeister Johann Otto Kröger aus Oldenburg gegossen. Sie hat einen Umfang von 0,69 m und trägt die Jahreszahl 1688.

### Weitere Gebäude, Areal
Von der klösterlichen Bausubstanz blieb das so genannte Haupthaus oder Haus des Verwalters erhalten. Es wurde 1294 errichtet. In ihm befanden sich das Refektorium sowie ein Betsaal, der bis zum Bau der Klosterkirche in Nutzung war. Im Bereich des Alten Frauenhofs ist laut Angaben des „Niedersächsischen Klosterbuchs“ der Kreuzgang zu erahnen. Ein Brauhaus entstand 1623. Haupthaus und Brauhaus stehen unter Denkmalschutz.
Alle weiteren Gebäude stammen aus der zweiten Hälfte des 19. sowie der ersten Hälfte des 20. Jahrhunderts und haben eine Nutzfläche von 17.500 Quadratmetern. Das gesamte Areal ist etwa 20 ha groß und umfasst Wald- und Freizeitflächen.

## Stiftung Kloster Blankenburg
Die Stiftung Kloster Blankenburg erhielt das Klostergut im Jahr 1632. Die Verwaltung der Stiftungsgelder oblag ab 1862 der „Großherzoglichen Kommission für die Verwaltung der Fonds und milden Stiftungen“. Nachdem 1924 der Landesfürsorgeverband Oldenburg als eine Sonderbehörde der staatlichen Verwaltung gegründet worden war, wurde diese 1933 in einen kommunalen Verband als Körperschaft des öffentlichen Rechts umgewandelt. Die Stiftungsverwaltung auch des Klosters Blankenburg wurde ihr 1937 übertragen. 1974 wurde die Stiftungsverwaltung in den heutigen „Bezirksverband Oldenburg“ umbenannt.
Nach dem Verkauf des Anwesens 1989, nach eigenen Angaben aus wirtschaftlichen Gründen, investierte die Stiftung Kloster Blankenburg einen Teil des Erlöses in zwei neue Heime und eine Tagesstätte für Menschen mit seelischer Behinderung. Das Stiftungsvermögen besteht heute aus den drei Heimen Sophienstift Jever, Wohnheim Fichtenstraße (Delmenhorst) und Wohnheim Sande, der Tagesstätte Delta sowie – mit einer Hofstelle, Ländereien und Barkapital – einem Vermögen von rund 5.868.000 Euro.